# Henri Demont
Pour les articles homonymes, voir Demont.
Henri Demont, créateur de l’Union universelle « Pour supprimer ce crime, la guerre », est né le 16 juin 1877, à Feuquières (Oise) et décédé à Paris le 20 février 1959. 

## Biographie
Avocat à la cour d’appel de Paris, Demont soutint en 1908 deux thèses à l’école des hautes études sociales, où il exposait ses conceptions sur l’organisation de la paix ; mobilisé comme lieutenant en 1914, il fut raffermi dans ses convictions pacifistes par le spectacle de la guerre. Dès la fin de 1918, il présentait au président Wilson et aux alliés un plan de société générale des nations, qu’il soumettait aux plénipotentiaires réunis à Versailles. 
Afin d’exprimer ses idées, il fonda l’Union universelle «pour supprimer ce crime, la guerre », le 15 octobre 1921. Son objet visait à instituer une «vraie société générale des nations » qui aurait aboli à tout jamais la guerre et aurait été basée sur le droit des nations ; les principes de ce droit auraient été inscrits dans une constitution mondiale et appliqués dans le cadre d’institutions législatives, exécutives et judiciaires (tribunaux internationaux, police mondiale, etc.). 
Demont se consacra totalement à la propagation de ses plans de paix, parcourant la France et l’Europe, pour un total de 5418 conférences devant plus de 20 millions d’auditeurs, entre 1922 et 1939. Par ailleurs, Demont a suscité la création de comité internationaux, de fédérations, d’associations locales (498 en 1938) et de groupes parlementaires. 
Au lendemain de la Seconde guerre mondiale, Demont vit triompher ses idées avec la création de l’Organisation des Nations unies (ONU), mais son œuvre ne lui survécut pas...